# Tony Lane
Anthony Milner „Tony“ Lane (* 27. Juli 1928 in Trowbridge; † 9. Februar 2011) war ein britischer theoretischer Kernphysiker.
Anthony „Tony“ Lane studierte mit einem Stipendium an der Universität Cambridge mit Abschlüssen in Mathematik 1949 und Physik 1950. Er wurde bei Rudolf Peierls in Birmingham promoviert und ging dann 1953 an das Atomic Energy Research Establishment in Harwell in die Theorieabteilung. Er blieb dort bis zu seinem Ruhestand 1989 und war dort 1976 bis 1989 Deputy Chief Scientific Officer. Nach seinem Ruhestand arbeitete er wissenschaftlich am Clarendon Laboratory in Oxford weiter.
Er war unter anderem Gastwissenschaftler und Gastprofessor am Massachusetts Institute of Technology, am Los Alamos National Laboratory, am Oak Ridge National Laboratory, an der University of Colorado in Boulder, an der University of Texas in Houston und der University of Tallahassee, am Tata Institut in Mumbai, am Weizmann-Institut, der University of Witwatersrand und der Australian National University in Canberra. 
Er ist insbesondere für Forschungen zu Kernreaktionen bekannt. Mit seinem Kollegen Eric Lynn in Harwell untersuchte er Photonukleare Reaktionen, die in Kernreaktoren eine Rolle spielen (Einfang eines Neutrons unter Abgabe von Gammastrahlung).
In den 1980er Jahren befasste er sich auch mit Isotopenanreicherung mit Lasern und Myon-katalysierter Fusion.
1975 wurde er Fellow der Royal Society.
Lane war zweimal verheiratet. In erster Ehe (geschlossen 1952 in Israel, seine Frau Nani starb 1980) hatte er zwei Söhne und eine Tochter, in zweiter Ehe fünf Stieftöchter. Zu seinen Hobbys zählten Vogelbeobachtung und Wandern im Lake District.

## Schriften
- mit R. G. Thomas R-Matrix theory of nuclear reactions, Reviews of Modern Physics, Band 30, 1958, S. 257–353
- Nuclear theory. Pairing force correlations and collective motion, Benjamin 1964 (Reprint Band)
- mit Eugene Wigner, Thomas Giant resonance interpretation of the nucleon nucleus interaction, Physical Review, Band 98, 1955, S. 693 (Lane-Thomas-Wigner Modell)
- New term in the nuclear optical potential: implications of (p,n) mirror state reactions, Physical Review Letters, Band 8, 1962, S. 171–172